# یاکوراگالا
یاکوراگالا (به لاتین: Yakkuragala) یک منطقهٔ مسکونی در سری‌لانکا است که در استان مرکزی (سری‌لانکا) واقع شده‌است.